# Raimondas Zutautas
Raimondas Žutautas (né le 4 septembre 1972 à Klaipėda) est un footballeur lituanien reconverti en entraineur.

## Palmarès joueur
- Championnat de Lituanie de football : 1994
- Championnat d'Israël de football : 2001 et 2002
- Championnat de Grèce de football : 2004
- Coupe de Grèce de football : 2004